# Le Cid (opera)

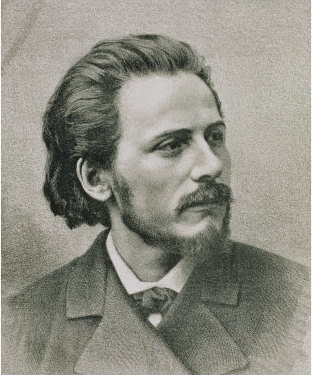
Jules Massenet

Le Cid är en fransk opera i fyra akter med musik av Jules Massenet och text av Adolphe d'Ennery, Louis Gallet och Édouard Blau efter Pierre Corneilles tragedi med samma namn.

## Historia
Le Cid är Massenets mest storslagna opera. Ett spektakulärt försök att föryngra Meyerbeers och Halévys operastil från mitten av 1800-talet. Mellan Manon (1884) och Werther (1892), vilka var Massenets största succéer, skrev han tre operor i rad som inte tillnärmelsevis låg på samma nivå. Le Cid var den första av dessa och den har aldrig riktigt kunnat göra sig gällande på den internationella repertoaren. Verket uruppfördes den 30 november 1885 på Parisoperan.

## Personer
- Greve Gormas (bas)
- Chimène, hans dotter (sopran)
- Don Diègue (bas)

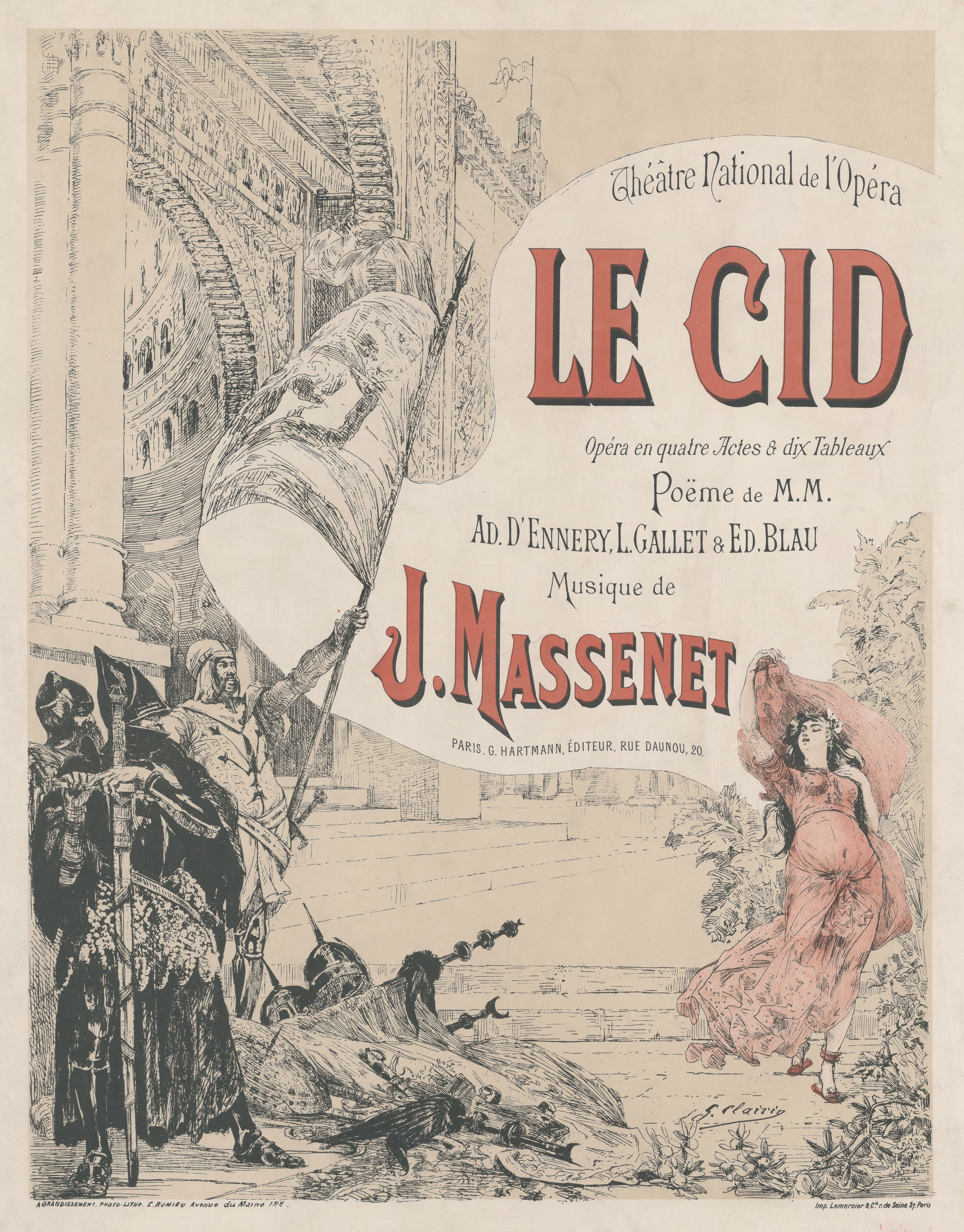
Affisch till premiären 1885

- Rodrigue, Le Cid, hennes älskade och don Diègues son (tenor)
- Kung Ferdinand (bas)
- Doña Urraque, kungens dotter som är förälskad i Le Cid  (sopran)
- Saint Jacques (baryton)
- L'envoyé maure (bas)
- Don Arias (tenor)
- Don Alonzo (bas)
- Adelsmän, hovdamer, biskopar, präster, munkar, soldater (kör)

## Handling
Spanien, 1000-talet.

### Akt I
Le Cid har besegrat morerna och adlas därför av kung Ferdinand i greve Gormas hus. Gormas dotter Chimène och Le Cid älskar varandra, och kungen är införstådd med partiet. Hans egen dotter är visserligen förälskad i Le Cid men kan inte äkta honom på grund av hans börd. Kung Ferdinand utnämner Le Cids far don Diègue till guvernör men Gormas hade väntat sig denna post och förolämpar därför don Diègue. Denne ber sin son försvara familjens ära, men Le Cid blir olycklig då han upptäcker att hans motståndare är hans blivande svärfar.

### Akt II
Under duellen dödar han Gormas, och Chimène svär att utkräva hämnd av sin älskade. Hon bönfaller kungen om rättvisa, men kungens dotter vädjar för Le Cid och då morerna åter för en framstöt i Spanien har kungen användning för Le Cid som härförare.

### Akt III
Det ryktas om att Le Cid har stupat i ett slag, och fastän Chimène nu känner att hennes far är hämnad sörjer hon sin älskade.

### Akt IV
Le Cid är dock inte död, men då han kommer tillbaka måste kungen lova Chimène att straffa honom. Han ber henne därför klokt nog att själv tillkännage dödsdomen över Le Cid, och då hon inte kan förmå sig till detta hotar Le Cid med att stöta dolken i sitt eget bröst om hon inte vill bli hans hustru. Till sist kapitulerar Chimène, och Le Cid har segrat i både krig och kärlek.